# Međudražje
Međudražje es un pueblo ubicado en el municipio de Bihać, en el cantón de Una-Sana, Bosnia y Herzegovina.

## Superficie
Posee una superficie de 9,18 kilómetros cuadrados.

## Demografía
Hasta 2013 la población era de 35 habitantes, con una densidad de población de 3,8 habitantes por kilómetro cuadrado.